# Salome (Stuck)
Salome ist der Titel zweier Gemälde des deutschen Malers Franz von Stuck aus dem Jahre 1906, ein drittes Bild gilt seit dem Zweiten Weltkrieg als vermisst. Dargestellt ist die historisch-biblische Figur Salome, Tochter der Herodias und Enkelin Herodes des Großen, als Tänzerin, der der abgeschlagene Kopf Johannes des Täufers überbracht wird. Inspiriert wurde Franz von Stuck unter anderem durch ein Schauspiel Oscar Wildes, in dessen Zentrum die Salome als „Femme fatale“ steht.
Stuck malte die Salome in einem kleinen Vollporträt sowie in einem größeren Dreiviertelporträt. Ersteres hat die Maße 45,7 × 24,7 cm und befand sich von 1953 bis 1991 in der Galerie Neue Meister in Dresden. Das Werk wurde 1991 rückübereignet. Das zweite mit 114,5 × 92 cm befindet sich im Besitz der Städtischen Galerie im Lenbachhaus in München und ist dort Teil der Dauerausstellung.

## Bildbeschreibung
Die beiden Bilder unterscheiden sich im Wesentlichen durch den Bildausschnitt, die unterschiedliche Größe und das Format der Bilder. Das frühere und kleinere Gemälde zeigt die Salome als Vollporträt, auf dem zusätzlich die nackten Füße der Tänzerin und weitere Details des Hintergrunds erkennbar sind. Das größere Gemälde zeigt dagegen nur einen Ausschnitt: Die Tänzerin ist in einem Dreiviertelporträt dargestellt, das oberhalb der Knie beginnt. Oberkörper und Gesicht rücken dadurch noch weiter ins Zentrum des Bildes, während sie selbst ein wenig nach links aus der Bildmitte verschoben wurde.
Im Zentrum beider Gemälde ist Salome als junge Tänzerin dargestellt. Der Oberkörper der Frau ist nackt, während Hals, Decolleté, Haar und Arme durch Goldschmuck mit Edelsteinen geschmückt sind. Um die Hüften ist ein grüner Rock aus leichtem Stoff geschlagen, durch den die Konturen der Hüften und der Beine durchscheinen. In beiden Bildern stützt Salome den linken Arm in die Hüfte. Der rechte Arm ist jeweils erhoben, wobei im großformatigen Bild vom waagerecht ausgestreckten Oberarm der Unterarm im 45-Grad-Winkel nach oben reckt und die Hand in offener Geste zum Gesicht hin abfällt, während im kleinformatigen Bild die Hand in natürlicherer Haltung zum Kopfhaar fasst. Der Kopf ist in beiden Bildern über die linke Schulter nach hinten geneigt, so dass die Tänzerin zur Seite blickt und dem Bildbetrachter die Kinnpartie zeigt.
In beiden Bildern steht links hinter der Tänzerin ein Diener. Diese dunkelhäutige Figur beobachtet Salome mit leicht gesenktem Kopf und starren Augen. Er präsentiert auf einem goldenen Tablett den abgeschlagenen Kopf Johannes des Täufers, der von einem blau strahlendem Heiligenschein umgeben ist. Hierdurch wird er im Bild hervorgehoben.
Der Hintergrund besteht aus einem schwarzen Sternenhimmel mit schimmernden goldenen, roten und weißen Sternen. Im Vollporträt wird der untere Bereich durch eine helle Balustrade, hinter der mehrere Häuser mit rot beleuchteten Fenstern erkennbar sind, und ganz unten durch den hellen Fußboden eingenommen. Durch diese Elemente wird die Szene in eine räumliche Perspektive gestellt. Am linken Bildrand ist vor der Brüstung eine weitere Person dargestellt. Bei dieser rot bekleideten Person handelt es sich um Herodes Antipas, der die Tänzerin aufmerksam beobachtet. Weitere Unterschiede der Bilder betreffen die Details des Geschmeides sowie die Darstellung des Dieners.
Auch die Rahmen stellen wesentliche Elemente des Gemäldes dar und wurden von Franz von Stuck gestaltet. Das Vollporträt ist durch einen sehr breiten, goldenen Rahmen aus vier Rahmenfeldern vollständig umgeben. Auf den beiden Seitenteilen sind sich nach oben verjüngende Säulen dargestellt, deren Kapitelle das obere Rahmenelement mit der dort vorhandenen Darstellung aus Fries und Giebel tragen. Unterhalb des Bildes befindet sich der Name „SALOME“ in einer einem Bezeichnungsschild nachempfundenen Fläche sowie viereckige Ornamente mit einem Kreis an jeder Seite. Das Dreiviertelporträt ist mit einer schmalen goldenen Borte gerahmt und besitzt an den Seiten breitere Rahmenelemente, durch die das eigentlich rechteckige Bild gemeinsam mit dem Rahmen eine quadratische Fläche bildet. Auf den Seitenelementen sind Säulen aus Papyrusbündeln dargestellt, die am oberen Ende mit Kapitellen enden, auf denen Medusenhäupter ruhen.

## Biblischer Hintergrund
Herodes Antipas heiratete in zweiter Ehe seine Schwägerin Herodias. Diesen Umstand kritisierte Johannes der Täufer, was laut der biblischen Erzählung im Neuen Testament zu dessen Ermordung führte. Hier befinden sich Berichte der Ereignisse, in denen der Name Salome zwar nicht vorkommt, die aber die Basis der späteren Salomelegende bilden. Dieser zufolge begehrte Herodias den Tod des Johannes, doch Herodes weigerte sich, diesen töten zu lassen. Anlässlich einer Geburtstagsfeier des Herodes führte die Tochter der Herodias einen Tanz auf, mit dem sie die Anwesenden derart in Verzücken versetzte, dass Herodes ihr schwört: „Um was du mich auch bitten wirst, ich werde es dir geben bis zur Hälfte meines Reiches.“ Das Mädchen fragte ihre Mutter, was sie sich wünschen solle, und diese flüsterte ihr das eigene Begehren ein. Sie solle den Kopf des Johannes verlangen. Da Herodes Antipas „vor allen Gästen einen Schwur geleistet hatte, wollte er ihren Wunsch nicht ablehnen.“. Er ließ Johannes köpfen und das Haupt auf einer Schüssel zu der Tänzerin bringen.

## Entstehung und Deutung

### Inspiration
Die Inspiration für die Darstellung der Salome entstammte der um die Jahrhundertwende zum 20. Jahrhundert beliebten Figur der Femme fatale nach biblischen Vorbildern. Sie war sowohl in der Musik, wie in der Literatur und der Kunst der Zeit ein wiederholtes Motiv. Einen wesentlichen Einfluss hatte möglicherweise der 1884 erschienene Roman Gegen den Strich des Dichters Joris-Karl Huysmans einzunehmen, der mit seiner Beschreibung der Salome für die leichte Bekleidung Pate steht:
Ihr Busen wogt, und bei der Berührung der im Kreise wirbelnden Halskette richten sich die Brüste in die Höhe. Auf der jungen Haut glitzern die Diamanten. Ihre Armbänder, ihr Gürtel, ihre Ringe werfen strahlende Funken.
Die 1905 uraufgeführte Oper Salome von Richard Strauss und das Drama Salome von Oscar Wilde haben Franz von Stuck und andere Künstler der Zeit maßgeblich beeinflusst. Vor allem Wildes Schauspiel, in dem ebenso wie in Stucks Gemälde ein schwarzer Diener den Kopf auf einem Silbertablett präsentiert, stellt den Haupteinfluss auf Franz von Stuck dar. In der Vorlage gelangt die junge Tänzerin durch den Tod des Täufers zu höchster sexueller Ekstase, die Stuck nach der Interpretation von Nadine Stine in seinem Gemälde einfängt.
Die kanadische Tänzerin Maud Allan präsentierte im Zeitraum 1905 bis 1907 die Salome in ihrer Darstellung The Vision of Salome und konnte in Europa große Erfolge verbuchen, unter anderem in München als geschlossene und zensierte Aufführung. Auch die beiden Darstellungen der Judith mit dem abgeschlagenen Kopf des Holofernes von Gustav Klimt von 1901 und 1909 lassen sich in diese Folge einreihen, auch wenn sie ein anderes, aber sehr ähnliches biblisches Motiv aufgreifen. Die dargestellte Judith wird dabei ebenso wie von Stucks Salome barbusig dargestellt und ähnelt so eher dieser als der in älteren Darstellungen zu findenden Judith. Auch kurz nach der ersten Präsentation von Klimts Judith wurde diese häufig als Salome bezeichnet, teilweise auch von Autoren, die den Originaltitel kannten, aber unpassend fanden.

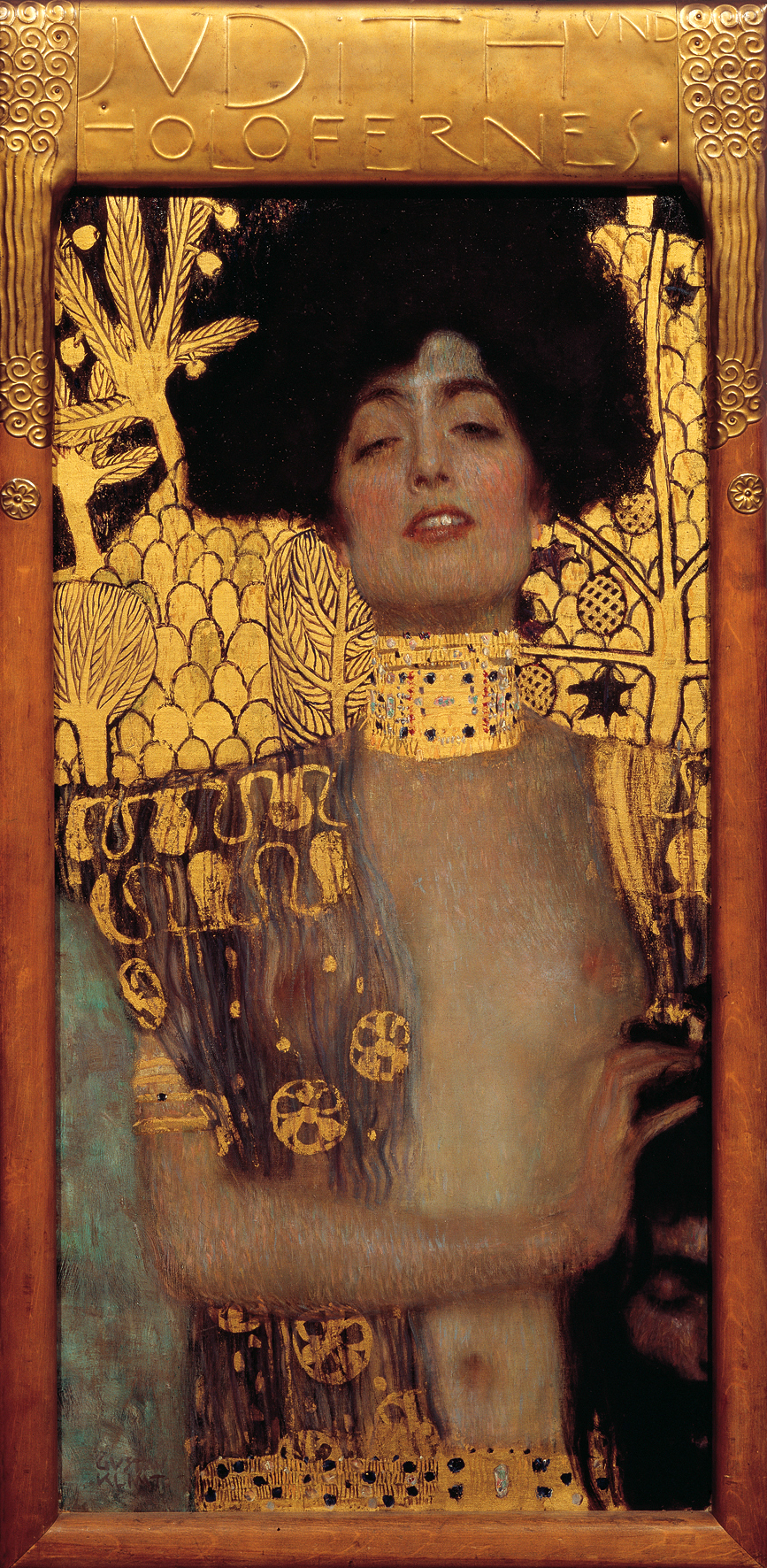
Gustav Klimt: Judith mit dem Haupt Holofernes, 1901
Gustav Klimt: Judith, 1909
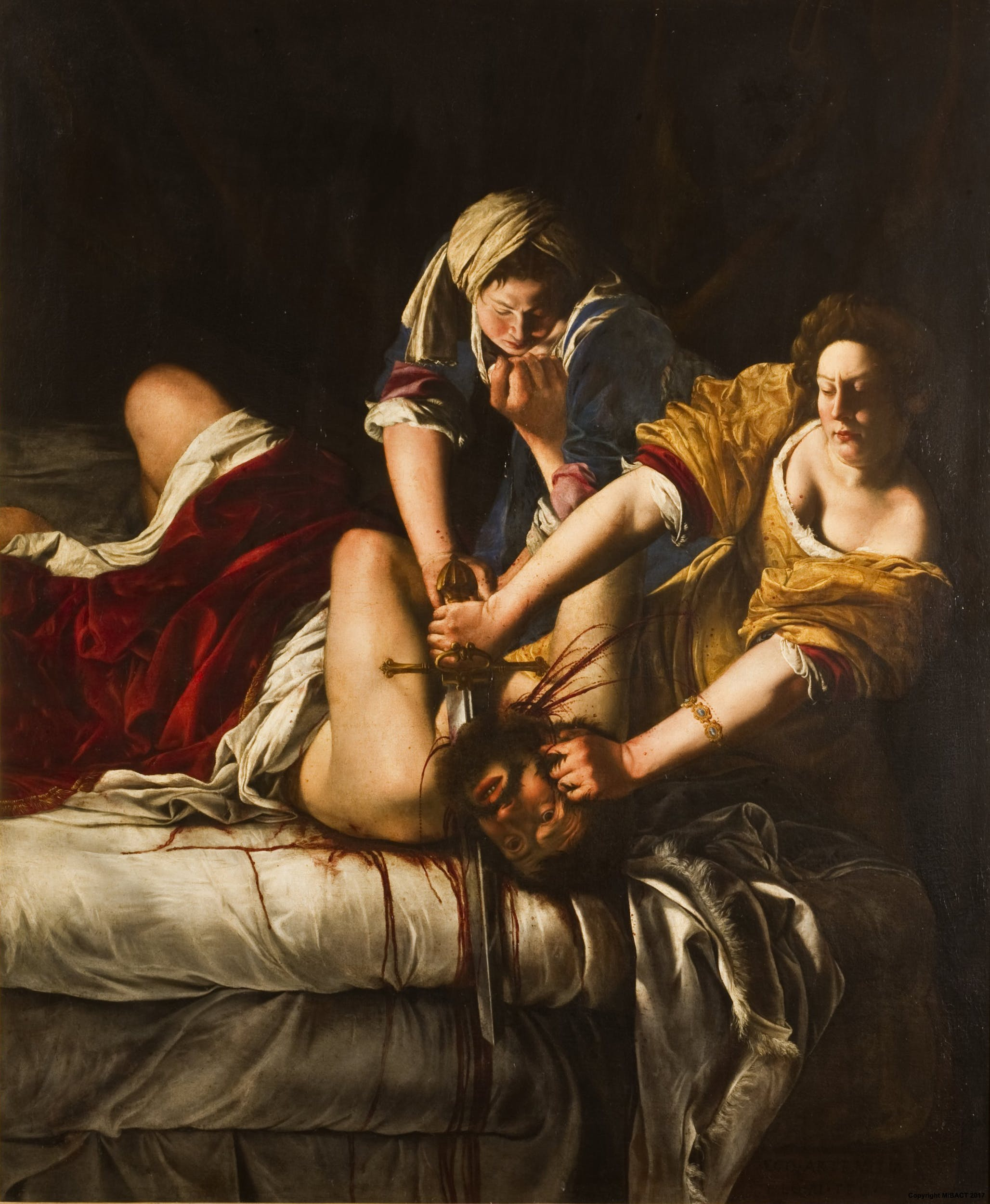
Artemisia Gentileschi: Judith enthauptet Holofernes, 1612/1613

### Entstehung und Einordnung in das Werk des Künstlers
Franz von Stuck nutzte als Vorlagen für die Gemälde Fotografien. Ein Model posierte in der Rolle der Salome, die Rolle des Dieners nahm er dagegen selber ein. Stuck nutzte Fotografien bereits für frühere Gemälde. So stand er bereits für das Gemälde Kampf ums Weib (1905) als einer der Ringer und für Dissonanz (1910) in der Rolle des Pans dem Fotografen, wahrscheinlich im Regelfall seine Frau Mary, Modell.
Nach einer These des Kunstkritikers Hans Hofstätter war die Femme fatale und insbesondere die Salome das Gesellschaftssymbol der Jahrhundertwende und damit die Doppelgängerin des Künstlers, der ebenfalls weiß, dass er sich selbst prostituiert und seine heiligsten Gefühle und Geheimnisse wohlfeil preisgibt. Dadurch, dass er selbst als Vorlage für den Diener posierte, wird er selbst zum Voyeur im Gemälde.

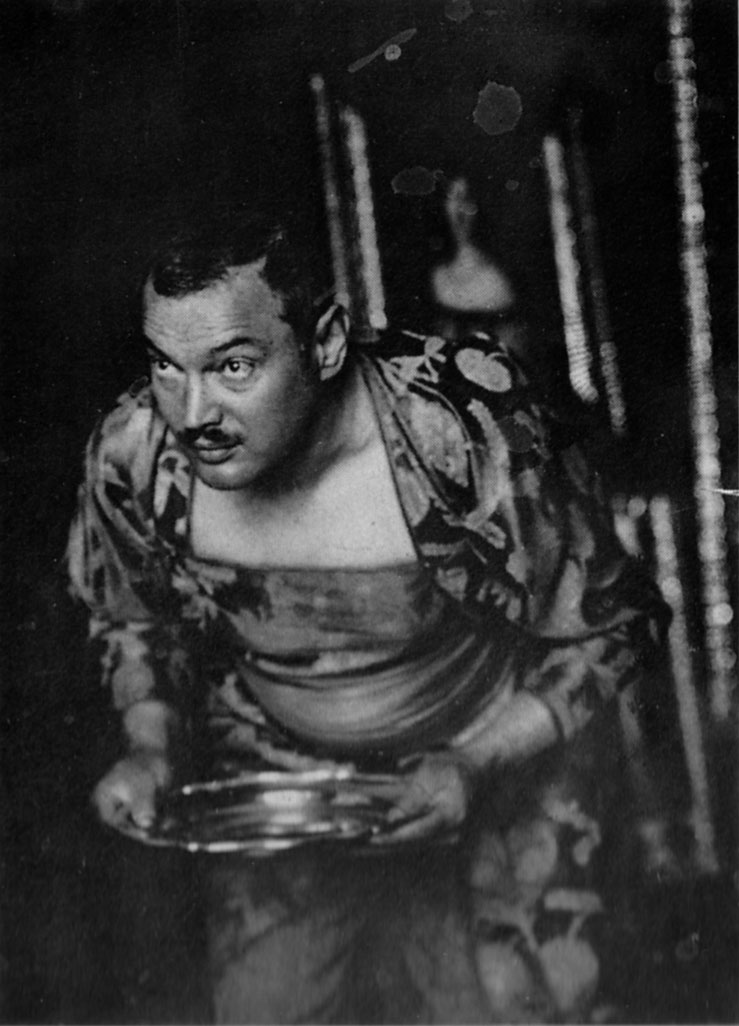
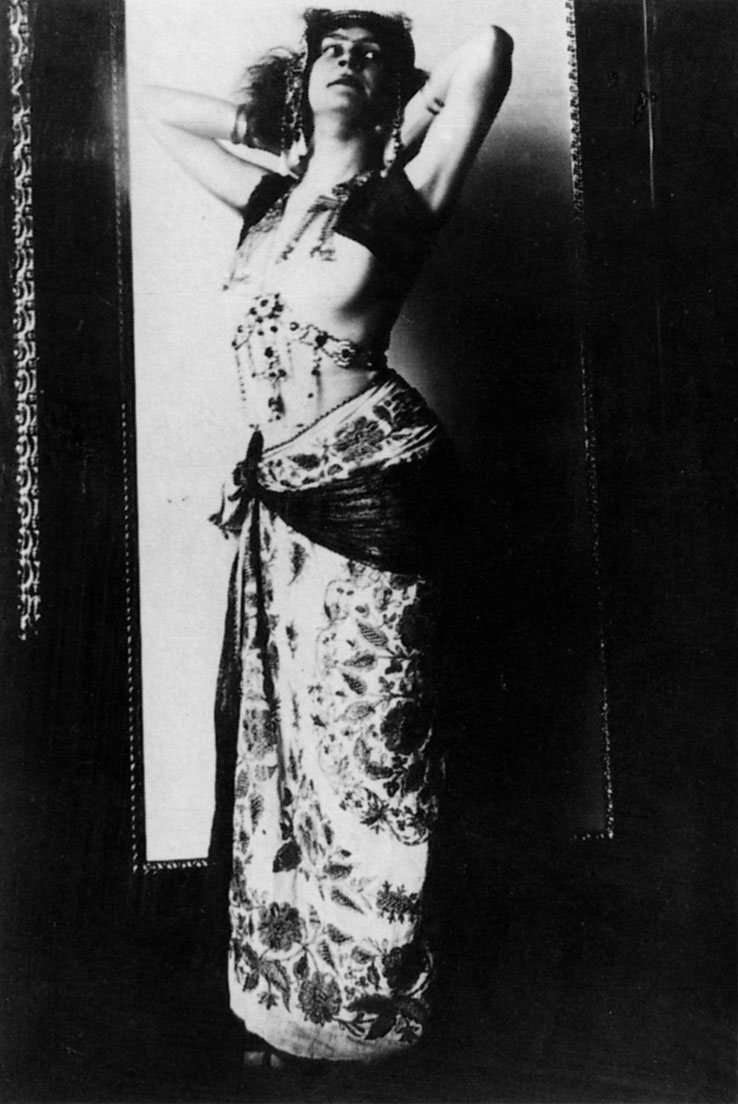
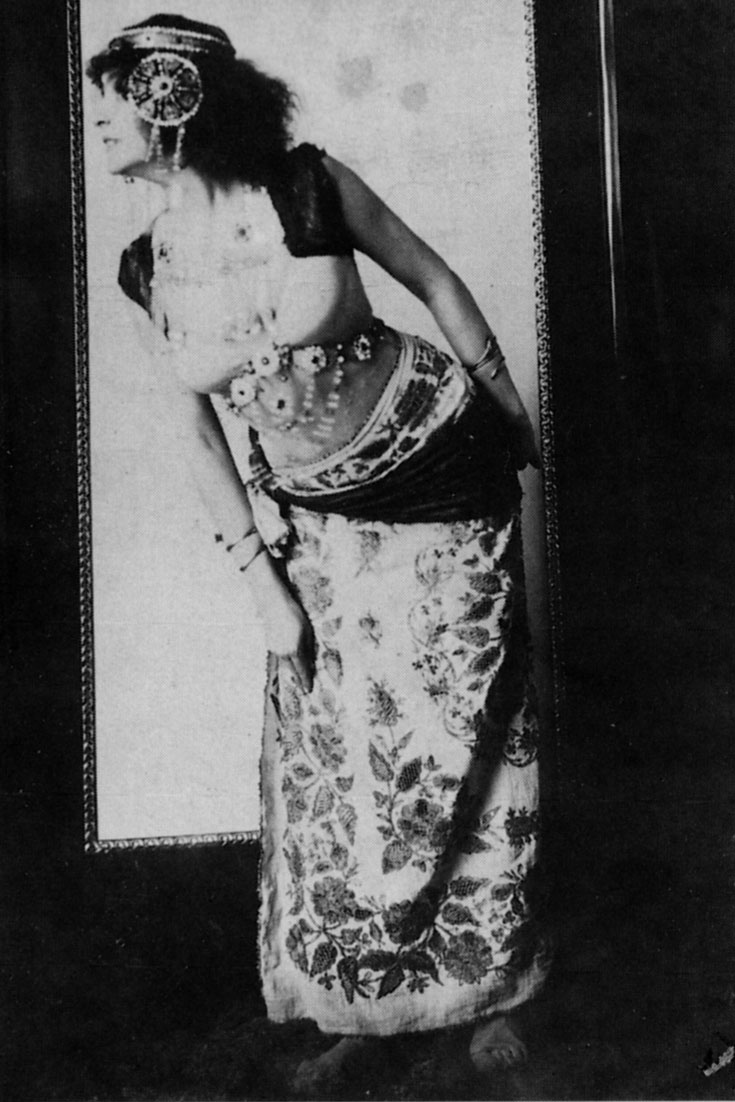
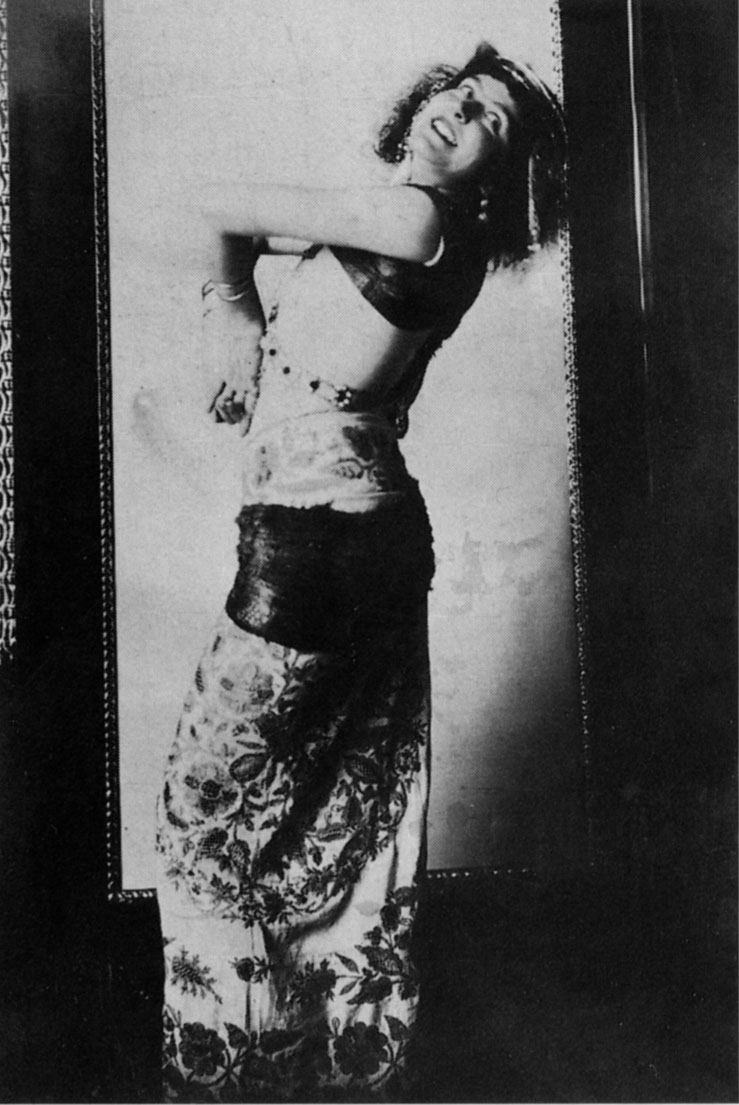

Im Werk Franz von Stucks findet sich die Femme fatale in Form verschiedener Gemälde, in die sich die Salome-Darstellungen einreihen lassen. Diese umfassen vor allem die Werke Die Sünde von 1893, die Sphinx von 1904 sowie die Verwundete Amazone von 1905.

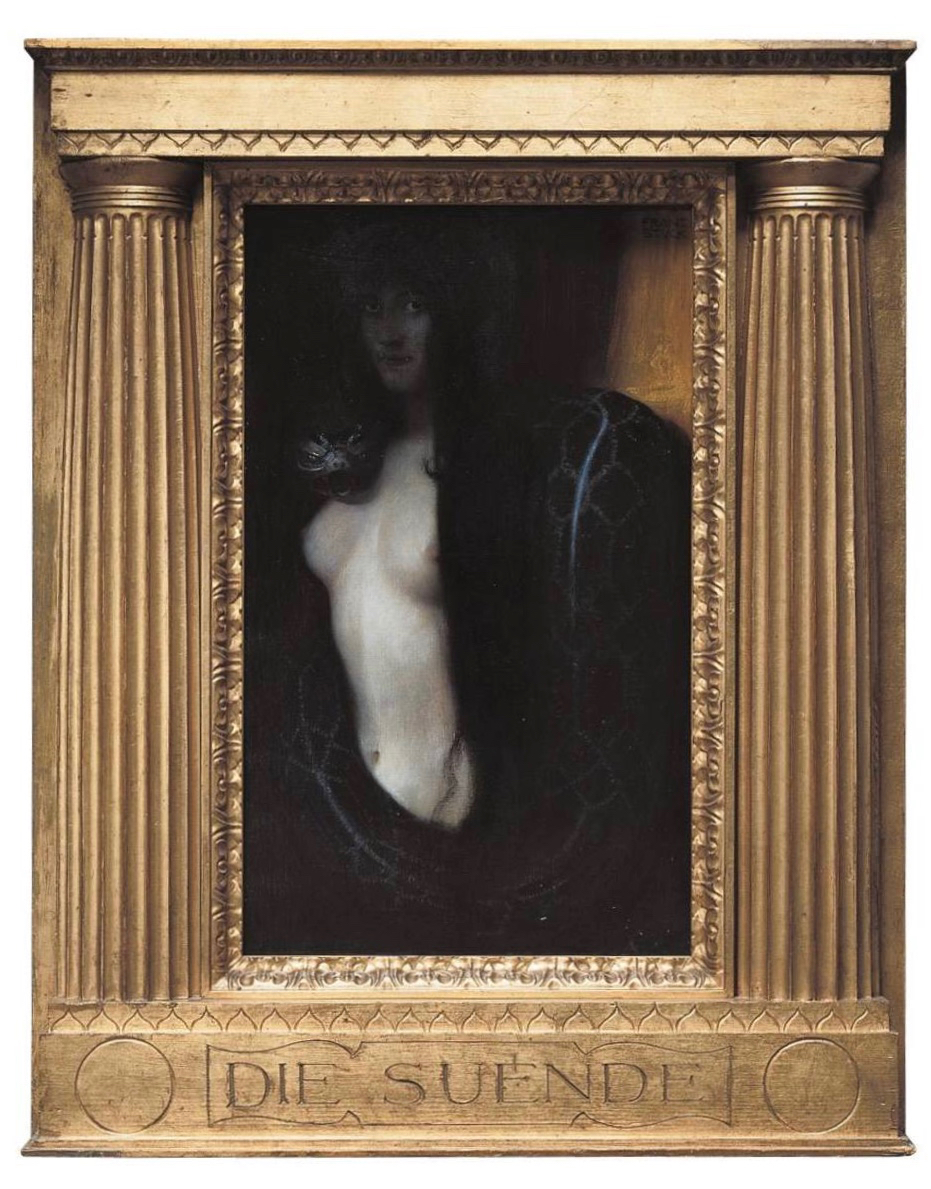
Die Sünde, 1893
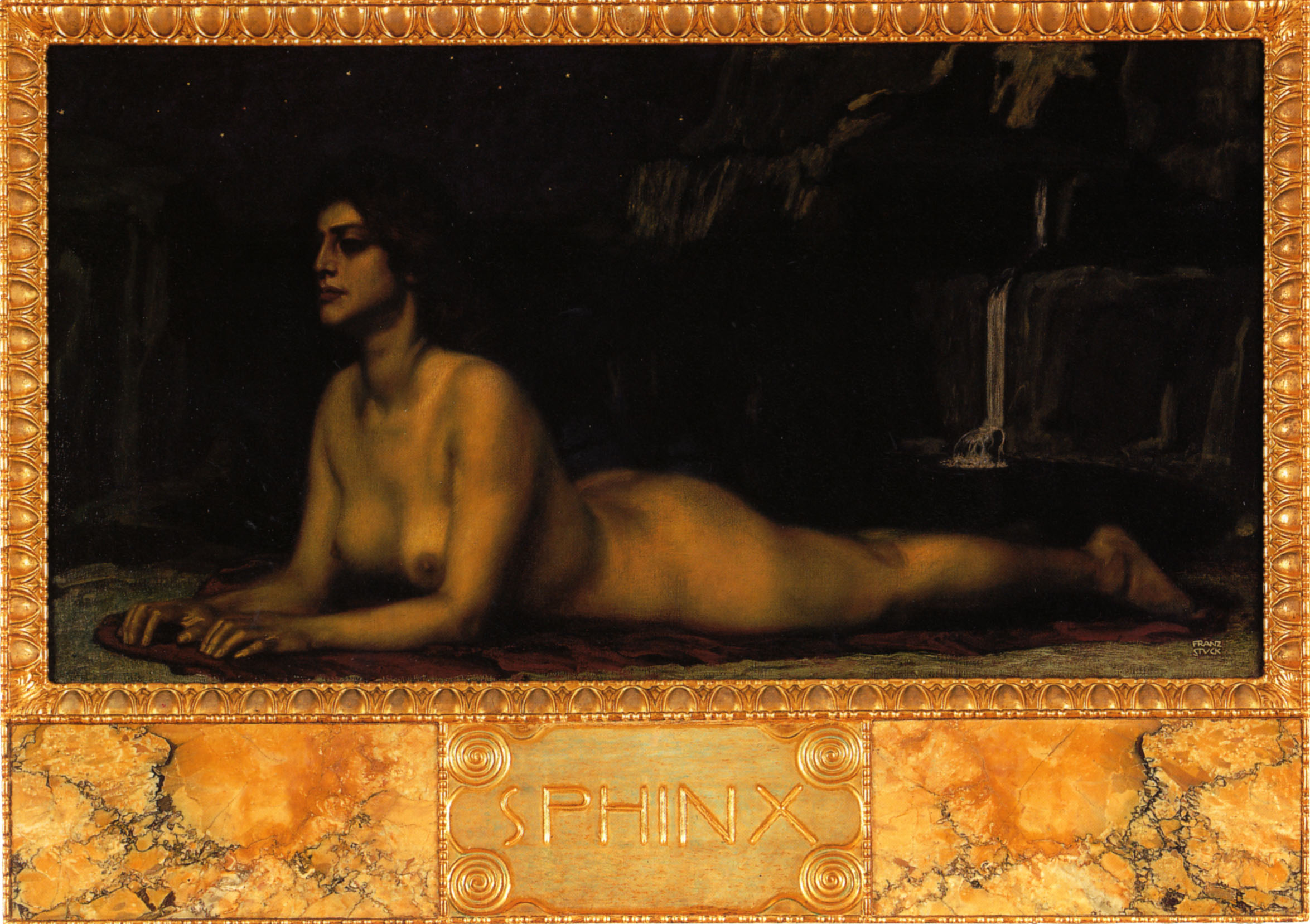
Sphinx, 1904
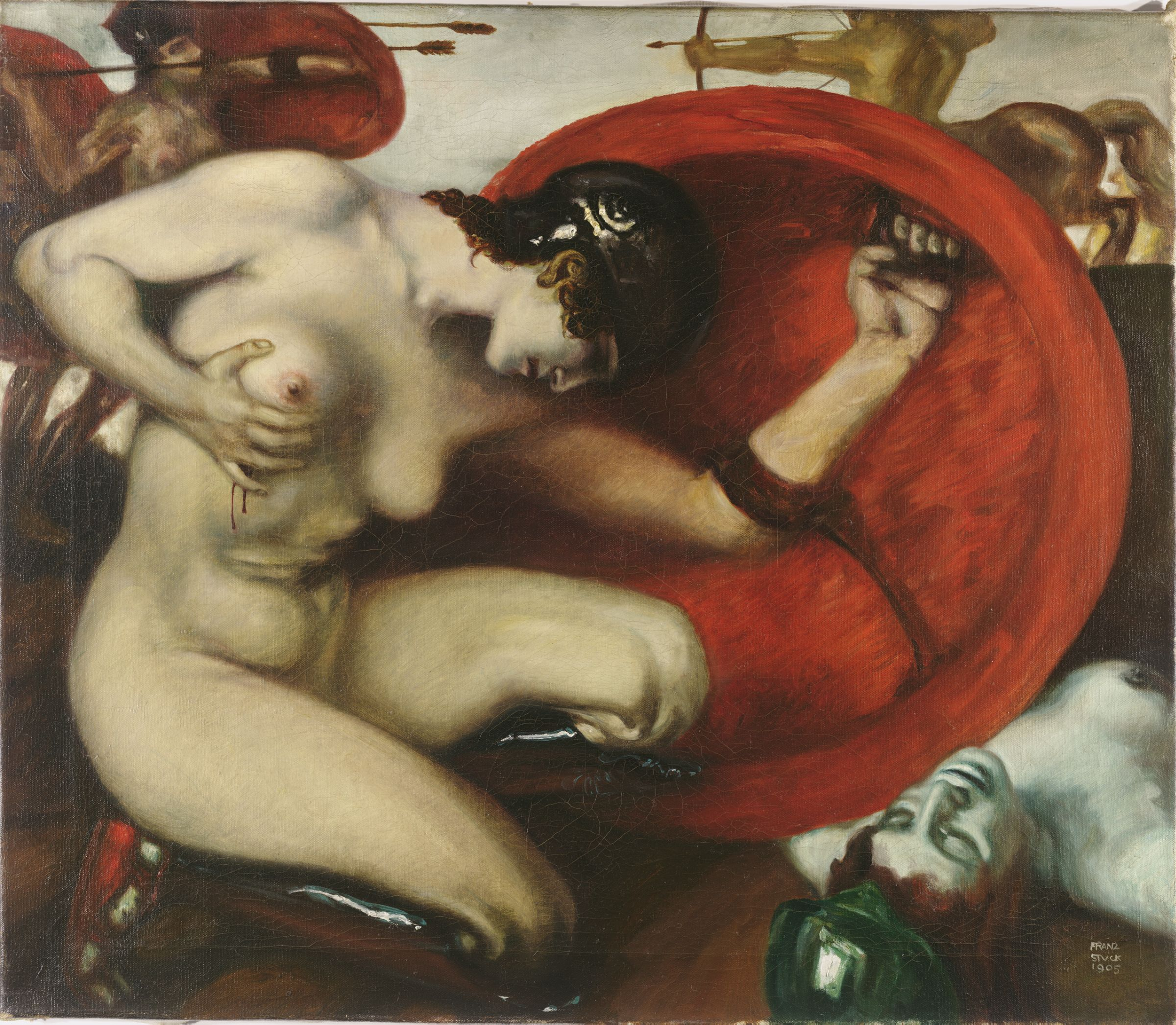
Verwundete Amazone, 1905